# SL-1

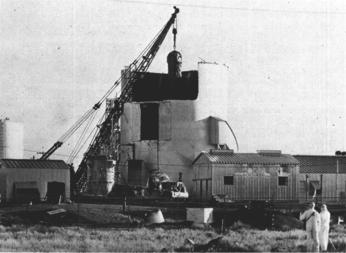
Reactorul SL-1

SL-1 a fost un reactor nuclear experimental de mică putere aparținând forțelor Armate Americane, care în ianuare 1961 a suferit o explozie a aburului din vasul de presiune al reactorului, făcând 3 victime ca urmare a iradierii acute, dar și ca urmare a exploziei, care i-a proiectat în pereții clădirii reactorului.
În noaptea zilei de 3 Ianuarie 1961, reactorul nuclear SL-1, un prototip pentru o instalație militară ce trebuia folosită în locații arctice îndepărtate, a explodat, ucigând trei membri militari ai echipei de operare. 
Echipa de operare efectua procesul de rutină de reasamblare a mecanismelor de antrenare a barelor de reglaj , in timpul unei opriri planificate a reactorului. 
SL-1 era un reactor de dimensiuni mici, de 3 MW, cu apa în fierbere, construit cu o turbină - generator, și condensator, concepute să genereze atât energie electrică cât și căldura pentru încălzirea clădirilor .
Cei trei bărbați, inițial neidentificați în urma accidentului, erau:
- victima numărul 1: Richard L. McKinley, operator în pregătire, 27 ani, pentru care s-a încercat resuscitarea în mașina de salvare;
- victima numărul 2: John A. Byrnes, Specialist 5, US Army, vârsta 22 ani, bărbatul cu probleme maritale, care a fost aruncat de pe zona superioară a reactorului;
- victima numărul 3 : Richard C. Legg, US. Navy, șef de tura, vârsta 26 de ani, care a fost proiectat pe tavanul clădirii reactorului, deasupra reactorului.

Câmpurile de radiații de neutroni la care au fost expuși cei trei bărbați , i-ar fi ucis, ca și câmpurile înalte de radiații gamma, dacă nu i-ar fi ucis explozia. Experții care au investigat accidentul nu știau dacă explozia produsă la reactor era datorată doar reactorului. 
Barele de control în forma de cruce, sunt introduse în zona activă, sau regiunea cu ansamblurile de combustibil. 
Barele sunt conectate la o tija de conectare, și o bara de extensie, și platforma de deasupra reactorului, care stă peste vasul reactorului. Ele erau conectate împreună, și au fost ridicate înainte de accident. Dar, în timpul accidentului, după ce a fost ridicată bara centrală de control, la înălțimea care a cauzat o criticitate promptă, a rezultat încălzirea și topirea combustibilului nuclear, expulzarea combustibilului topit, cauzând rapida încălzire a apei, care a produs explozia aburului. 
Explozia aburului a deplasat barele de conectare superioare și dopurile de ecranare, care închid partea superioară a barelor de reglare deasupra vasului reactorului, cauzând o serie complexa de evenimente. 